# Ivan Müller
Ivan Müller (Reval, Rússia, 3 de desembre, 1786 - Bückeburg, Alemanya, 1854) va néixer a Reval (Rússia), actualment Tallinn, Estònia. La seva gran fama és deguda a la invenció del clarinet de tretze claus i del clarinet contralt en fa. Les seves innovacions van ser, en principi, rebutjades per l'Acadèmia de França; no obstant això, després van ser acceptades i molt populars a tot el món. Considerat com a gran mestre i compositor, alternà la seva tasca en la millora de l'instrument amb l'elaboració d'un mètode per a clarinet, i la composició de diversos trios i quartets per a clarinet i cordes.

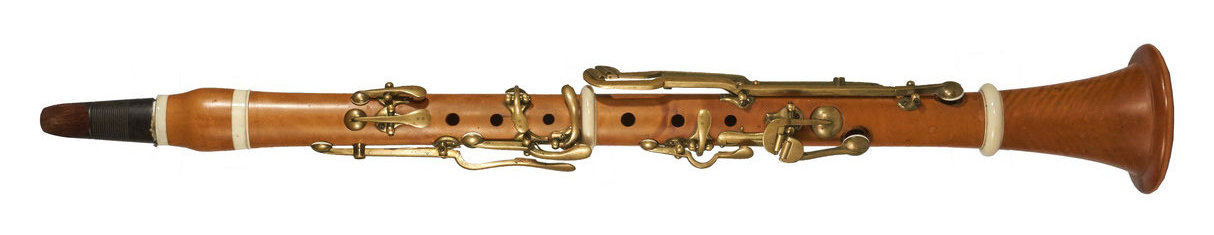
Ivan-Müller-clarinet